# Travis Wester
Travis Wester (Culver City Californië, 8 oktober 1977) is een Amerikaanse acteur, filmregisseur en schrijver.

## Biografie
Wester heeft zijn opleiding genoten op het North Hollywood High School en studeerde af in 1995. Hij woont nog steeds in Culver City samen met zijn dochter (2006).
Wester begon in 1996 met acteren in de film The Paper Brigade. Hierna heeft hij nog meerdere rollen gespeeld in televisieseries en films zoals Beverly Hills, 90210 (1996-1997), Dharma & Greg (1997-2001), Dirt (2008) en Supernatural (2006-2010).
Wester heeft in 2010 geacteerd in de televisieserie Ghostfacers (10 afl) en heeft deze ook mee geschreven en geregisseerd.

## Filmografie

### Films
Uitgezonderd korte films.
- 2016 LBJ - als Malcom Kilduff
- 2015 How to Grow Your Own - als Eli
- 2012 Zombie Hamlet – als Osric Taylor
- 2011 God Bless America - als Ed
- 2008 Stone & Ed – als Ed Schwartz
- 2007 Kush – als Ash
- 2005 All Souls Day: Dia de los Muertos – als Joss
- 2004 Raising Genius – als Rudy
- 2004 EuroTrip – als Jamie
- 2002 Teddy’s Bears’ Picnic – als Denny O’Leary
- 2001 On the Edge – als jongen
- 2001 Spring Break Lawyer – als Leon Hornberger
- 2001 Barstow 2008 – als Willy
- 1999 Hefner: Unauthorized – als fan van Eager Young
- 1997 One Saturday Morning – als Phil
- 1996 The Paper Brigade – als Chad

### Televisieseries
Uitgezonderd eenmalige gastrollen.
- 2006 – 2014 Supernatural – als Hary Spangler – 5 afl.
- 2010 Ghostfacers – als Harry Spangler – 10 afl.
- 2008 Dirt – als werknemer arbeidsbureau – 2 afl.
- 2005 E-Ring – als Michael Delroy – 2 afl.
- 2001 Spyder Games – als Todd – 2 afl.
- 1996 – 1997 Beverly Hills, 90210 – als Austin Sanders – 6 afl.
- 1996 – 1997 Mr. Rhodes – als Ethan – 9 afl.
- 1994 Turbocharged Thunderbirds - als Tripp - 13 afl.

- Biblioteca Nacional de España: XX1263515
- Virtual International Authority File: 87027250
- WorldCat: E39PBJjXkvCJTDhQHYRTVKrg8C